# Costa Rica (subte de Buenos Aires)
Costa Rica será una futura estación de la línea I de la red de subterráneos de la Ciudad de Buenos Aires.
Se prevé su construcción en la intersección de la calle Jorge Luis Borges y Costa Rica.